# Casa A. H. Beach
La Casa A.H. Beach (en inglés: A.H. Beach House) es una casa histórica ubicada en Escondido en el estado estadounidense de California. La Casa A.H. Beach se encuentra inscrita  en el Registro Nacional de Lugares Históricos desde el 30 de diciembre de 1993.

## Ubicación
Casa A.H. Beach se encuentra dentro del condado de San Diego en las coordenadas 33°07′04″N 117°04′25″O / 33.117778, -117.073611.